# کارل هاربا
کارل هاربا (انگلیسی: Carl Harbaugh؛ ‏ ۱۸۸۵/۱۸۸۶ – ۲۶ فوریه ۱۹۶۰) بازیگر، کارگردان فیلم، فیلم‌نامه‌نویس و بازیگر اهل ایالات متحده آمریکا بود.
از فیلم‌هایی که وی در آن نقش داشته‌است، می‌توان به حریره و شیر، ژست‌های مخاطره‌آمیز، باززایش، کالج، کارکنان، زنی با موهای شرابی بلوند، استیمبوت بیل جونیور، آخرین قطار از مادرید، شورش میمی استور، دسته فرشتگان، آره، آره، نانت، دهه پرشور بیست، دستگاه اطلاعاتی بریتانیا، رام‌کنندگان زن، مادام میستری، سیرای مرتفع، شاین، جهان در آغوش او، دیوانه بازیگری، اوج التهاب، مردان قدبلند، سن آنتونیو، و ناگهان عمه آمد، کک‌های جنجال‌آفرین، اینو به بچه‌ها بگو و کارمن اشاره کرد.